# Сорочкіно (Ленінградська область)
Сорочкіно (рос. Сорочкино) — присілок у Лузькому районі Ленінградської області Російської Федерації.
Населення становить 59 осіб. Належить до муніципального утворення Мшинське сільське поселення.

## Історія
Згідно із законом від 28 вересня 2004 року № 65-оз належить до муніципального утворення Мшинське сільське поселення.

## Населення
| 2007 | 2010 |
| ---- | ---- |
| 62   | ↘59  |